# 沃罗涅日火炬足球俱乐部
沃罗涅日火炬俱乐部（俄语：Футбольный клуб "Факел" Воронеж），是一家位于沃罗涅日的俄罗斯足球俱乐部。目前在俄羅斯足球超級聯賽参赛。

## 历史
该俱乐部成立于1947年，当时是一家机密的飞机制造厂。出于保密的原因，这个队没有正式名称，被称为沃罗涅日市队。1959年，该队成为劳动运动社团的一部分，并改名为沃罗涅日劳动队。1976年，这支球队更名为“火炬”队（Факел）。
该队在苏联联赛的历史如下：
- 1954–1960 苏联甲
- 1961 苏联顶级联赛
- 1962 苏联甲
- 1963–1970 苏联甲第二组
- 1971–1978 苏联乙
- 1979–1984 苏联甲
- 1985 苏联顶
- 1986–1987 苏联甲
- 1988 苏联乙
- 1989–1991 苏联甲

上述期间最佳成绩是苏联顶级联赛的第15名（1961）和第17名（1985），以及1984年晋级苏联杯半决赛。
俄罗斯联邦成立后，该队作为典型的升降机球队，每年都在不同级别联赛比赛：
俄超:1992，1997，2000-2001
俄甲:1993、1995-1996、1998-1999、2002-2003、2005-2006、2011-2012、2015至今
俄乙:1994年，2004年，2010年，2012-2015年（最长的连续四个赛季）
俄罗斯业余联赛:2007
上述期间的最好成绩是在2000年的俄超第13位。
该队还经历了几次短暂的名字变化:1992年叫火炬联盟队、2002年叫沃罗涅日队和2002年至2003年的火炬-沃罗涅日队。
2009年7月18日，该队和叶列茨队因试图贿赂和威胁裁判而被踢出俄罗斯乙级联赛。在被取消资格的时候(8月21日)，该队在19场比赛中获得了31分，而叶列茨队在19场比赛中得分为16分。
2010年从该队新独立出来的沃罗涅日火炬足球俱乐部（FC Fakel Voronezh）成立并在俄乙联赛参赛（原队没有取得参赛执照，新队成为沃罗涅日的唯一职业俱乐部），该公司聘用了2009年母队的经理和6名球员。2010年，预备队在业余足球联赛中进行了比赛。
在2011-12赛季前，由于财政问题，莫斯科州土星队退出了俄超联赛。克拉斯诺达尔取代了他们，创造了俄罗斯甲级联赛的空缺。尽管火炬队上赛季只是俄乙第四名，但他们自愿请求递补到俄甲联赛，后来俄罗斯足球联盟同意递补。在2011-12赛季，他们降回俄乙，在2015-16赛季他们重返俄甲。